# Kępkowiec sosnowy
Kępkowiec sosnowy (Collybia ozes (Fr.) P. Karst.) – gatunek grzybów z rzędu pieczarkowców (Agaricales).

## Systematyka i nazewnictwo
Pozycja w klasyfikacji według Index Fungorum: Collybia, Incertae sedis, Agaricales, Agaricomycetidae, Agaricomycetes, Agaricomycotina, Basidiomycota, Fungi.
Po raz pierwszy opisał go w 1838 r. Elias Fries, nadając mu nazwę Agaricus ozes. W 1879 r. Petter Adolf Karsten przeniósł go do rodzaju Collybia. Pozostałe synonimy:
- Lyophyllum ozes (Fr.) Singer 1943
- Tephrocybe ozes (Fr.) Bon 1995
- Tephrophana ozes (Fr.) Métrod 1952

Polską nazwę zaproponował Władysław Wojewoda w 2003 r. dla synonimu Lyophyllum ozes. Jest niespójna z aktualną nazwą naukową.

## Występowanie i siedlisko
Stanowiska tego gatunku podano głównie w Europie, poza nią tylko w jednym miejscu na zachodnim wybrzeżu Amneryki Północnej. W Polsce do 2003 roku podano dwa stanowiska. Przytaczając je W. Wojewoda zaznaczył, że rozprzestrzenienie tego gatunku i stopień zagrożenia nie są znane. Do 2024 r. nie podano nowych stanowisk.
Grzyb naziemny w Polsce notowany w starych lasach sosnowych wśród opadłego igliwia.